# 1750
1750 (MDCCL) fue un año común comenzado en jueves según el calendario gregoriano.
Es el año 1750 de la era común y del anno Domini, el año 750 del segundo milenio, el año 50 del siglo XVIII y el primer año de la década de 1750.
Algunos historiadores consideran al año 1750 como aquel que da inicio a la Era industrial.

## Acontecimientos
- 13 de enero: Se firma el Tratado de Madrid, por el que se soluciona el problema con Portugal sobre los territorios en América. Siete pueblos de las Misiones Orientales pasan a Portugal a cambio de Colonia del Sacramento.
- 25 de febrero (Calendario juliano):[3] En Gran Bretaña, el Conde Chesterfield inicia el proceso para adoptar el Calendario gregoriano. El reino adoptará dicho calendario el 1 de enero de 1752 (21 de diciembre del Calendario juliano).[4]
- 2 de marzo: Es botado en Manila el galeón Santísima Trinidad.
- 8 de marzo (Calendario juliano): Ocurre un sismo en Londres, Inglaterra. Fue el segundo del año junto a otro ocurrido exactamente un mes antes.[5]
- 15 de marzo: Presenta su informe en la Ciudad de México el visitador de las provincias y exgobernador de la provincia de Sonora y Sinaloa José Rafael Rodríguez Gallardo.
- 24 de junio: El Parlamento británico aprueba la Ley del Hierro, diseñada para frenar el desarrollo de la fabricación colonial en competencia con la industria nacional. Se eliminan los impuestos a la importación de hierro en bruto para dar a los fabricantes británicos material adicional. Sin embargo, esto no evita el florecimiento de la industria en Norteamérica. Para 1775, las Trece Colonias lograron superar a Inglaterra y Gales en producción de hierro, convirtiéndose en el tercer productor mundial de hierro.[6]
- 31 de julio: José I de Portugal inicia su reinado.[7] El nuevo rey designa al marqués de Pombal como su ministro general, quien entonces despoja a la Inquisición de su poder.
- 30 de septiembre: Sismo en Northampton, Inglaterra.[8]
- 5 de octubre: España y Reino Unido firman un tratado que termina (temporalmente) con las hostilidades en el continente americano.[9]
- 18 de noviembre: El puente de Westminster se abre oficialmente.[10]

### Sin fecha
- "James Gray" revela su sexo a sus compatriotas de los Marines Reales.
- John Cleland publica Fanny Hill, or The Memoirs of a Woman of Pleasure.
- Del ejército de Ahmad Shah Bahadur, retirándose de Persia, se dice que perdió cerca de 18 000 hombres por el frío en una sola noche, en lo que es en la actualidad Herat, Afganistán.
- El reino de Cazembe se separa del imperio Lunda (Zaire).
- Inicio de la guerra entre los colonos españoles y los autóctonos guaraníes del Paraguay, estos pierden en 1756.
- España tiene una población de 9 300 001 habitantes.
- Karim Jan Zand consolida su poder en el sur de Irán, estableciendo su capital en Shiraz.
- La Dinastía Qing del Imperio chino invade a la Birmania de la Dinastía Toungoo, pero son repelidos por las fuerzas mon.[11] Sin embargo, esto no detiene el declive del reino, que colapsa y se fragmenta dos años después.

## Arte y literatura

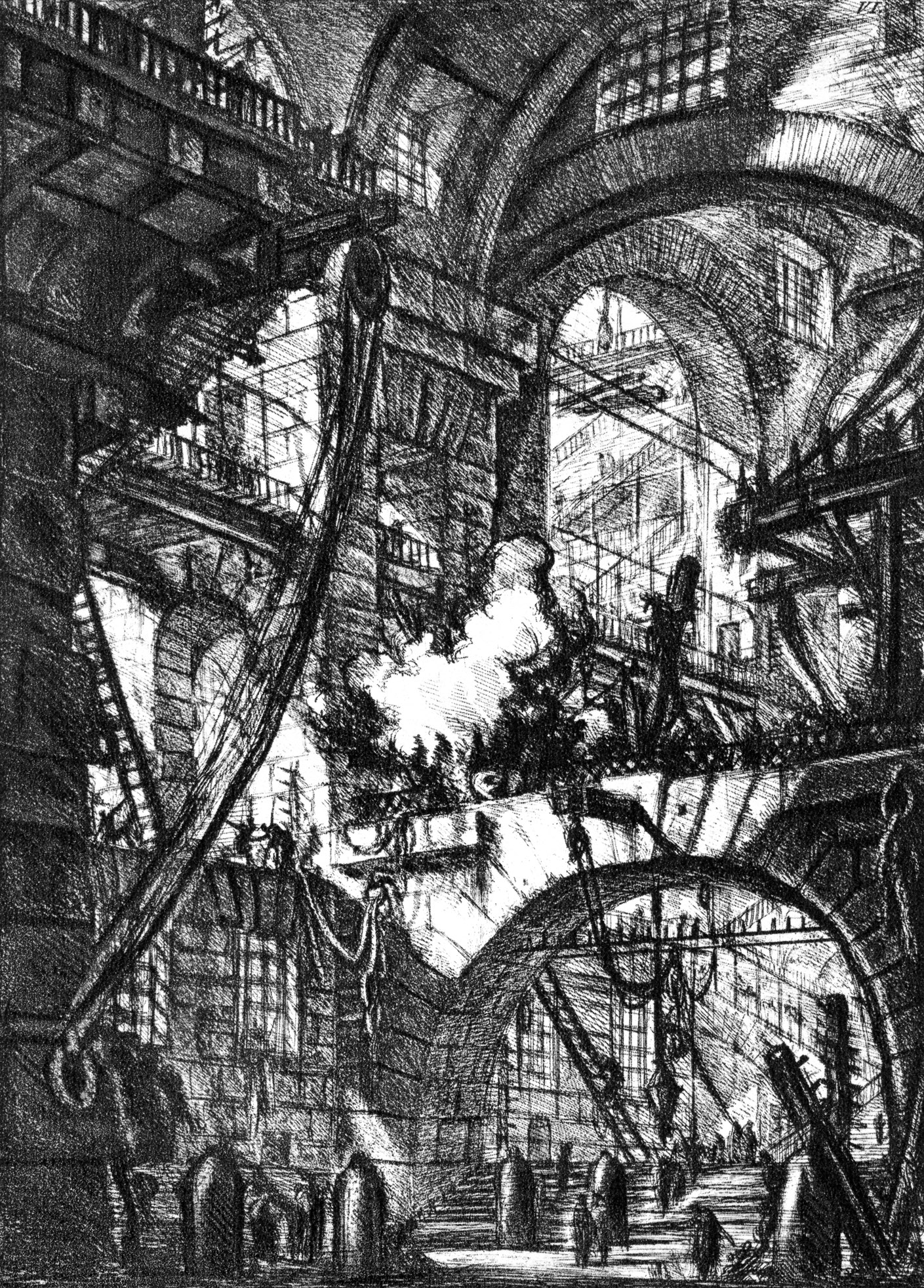
Carceri Plate VI - La fumarola, grabado de Giovanni Battista Piranesi.

- Cárceles - Giovanni Battista Piranesi
- 5 de marzo: La primera producción teatral shakesperiana tiene lugar en Nueva York -- una versión alternativa de Ricardo III.
- 6 de octubre: Denis Diderot redacta el Prospectum, proyecto en que se basaría la posterior L'Encyclopédie.
- Tobias Smollett viaja por Francia, recogiendo material para su Peregrine Pickle.
- Los encuentros semanales para los contribuyentes a la L'Encyclopédie comienzan, en el salón del barón de Holbach.
- The Rambler es fundada por Edward Cave; duró 208 series, y es principalmente escrito por Samuel Johnson.
- Jean-Jacques Rousseau gana el premio de la Academia de Dijon por su Discourse on the Arts and Sciences (Tratado sobre las ciencias y las artes).
- Fanny Hill - John Cleland
- Tom Jones - Henry Fielding
- La Bottega di Caffe - Carlo Goldoni
- The Life of Harriot Stuart - Charlotte Ramsay Lennox
- Odas - Lomonósov
- Clarisa Jarlowe - Samuel Richardson
- Oreste - Voltaire

## Música
- Farinelli es nombrado caballero por el rey Fernando VI de España.
- Leopold Mozart - Partita para violín, cello y contrabajo "La rana"
- Ópera
  - Johann Friedrich Agricola – Il filosofo convinto in amore
  - William Boyce - The Roman Father

## Ciencia y tecnología
- Thomas Wright sugiere que la Vía Láctea es un sistema de estrellas en forma de disco con el sistema solar cerca del centro.
- La Copley Medal para George Edwards.
- Johann Breitkopf imprime partituras musicales por medio de letras móviles en Leipzig (véase Breitkopf & Härtel).
- El estadounidense Benjamin Franklin desarrolla el pararrayos (1750).

## Nacimientos
- 9 de enero: Túpac Katari, caudillo aimara boliviano (f. 1781).
- 28 de marzo: Francisco de Miranda, revolucionario venezolano (f. 1816)
- 13 de mayo: Lorenzo Mascheroni, matemático italiano (f. 1800)
- 15 de agosto: Sylvain Maréchal, ensayista, poeta y activista político francés (f. 1803).
- 18 de agosto: Antonio Salieri, compositor italiano (f. 1825)

## Fallecimientos
- 28 de julio: Johann Sebastian Bach, gran compositor alemán.
- 31 de julio: Juan V de Portugal, emperador de Portugal (n. 1689)